# غلوجة سعيد (أوجان الشرقي)
غلوجة سعید (بالفارسية: گلوجه سعید) هي منطقة سكنية تقع في إيران في قسم أوجان الشرقي الريفي. يقدر عدد سكانها بـ 307 نسمة .